# Baltimore Ravens 1996
La stagione 1996 dei Baltimore Ravens è stata la prima della franchigia nella National Football League. Baltimora era senza una squadra nella NFL da tredici anni, da quando i Baltimore Colts si erano trasferiti a Indianapolis. Nel 1996, tuttavia, la lega approvrò la proposta del proprietario dei Cleveland Browns Art Modell di trasferire la franchigia a Baltimore, a condizione che i record e il nome Browns fossero rimasti a Cleveland, Ohio. Dopo lo stabilimento del club nella nuova città, questo fu ridenominato "Baltimore Ravens", tramite un sondaggio condotto dal Baltimore Sun. La squadra fu inserita nella central division della American Football Conference e vendette oltre 50.000 abbonamenti stagionali.

## Calendario

### Stagione regolare
| Turno | Data               | Avversario              | Risultato          | Record             | Ora                | Pubblico |
| ----- | ------------------ | ----------------------- | ------------------ | ------------------ | ------------------ | -------- |
| 1     | 1/9/1996           | Oakland Raiders         | V 19–14            | 1–0–0              | 1:00PM             | 64,124   |
| 2     | 8/9/1996           | at Pittsburgh Steelers  | S 31–17            | 1–1–0              | 1:00PM             | 57,241   |
| 3     | 15/9/1996          | at Houston Oilers       | S 29–13            | 1–2–0              | 1:00PM             | 20,082   |
| 4     | Settimana di pausa | Settimana di pausa      | Settimana di pausa | Settimana di pausa | Settimana di pausa |          |
| 5     | 29/9/1996          | New Orleans Saints      | V 17–10            | 2–2–0              | 1:00PM             | 61,063   |
| 6     | 6/10/1996          | New England Patriots    | S 46–38            | 2–3–0              | 1:00PM             | 63,569   |
| 7     | 13/10/1996         | at Indianapolis Colts   | S 26–21            | 2–4–0              | 8:00PM             | 56,978   |
| 8     | 20/10/1996         | at Denver Broncos       | S 45–34            | 2–5–0              | 4:00PM             | 70,453   |
| 9     | 27/10/1996         | St. Louis Rams          | V 37–31 DTS        | 3–5–0              | 1:00PM             | 60,256   |
| 10    | 3/11/1996          | Cincinnati Bengals      | S 24–21            | 3–6–0              | 1:00PM             | 60,743   |
| 11    | 10/11/1996         | at Jacksonville Jaguars | S 30–27            | 3–7–0              | 4:00PM             | 64,628   |
| 12    | 17/11/1996         | at San Francisco 49ers  | S 38–20            | 3–8–0              | 4:00PM             | 51,596   |
| 13    | 24/11/1996         | Jacksonville Jaguars    | S 28–25 DTS        | 3–9–0              | 1:00PM             | 57,384   |
| 14    | 1/12/1996          | Pittsburgh Steelers     | V 31–17            | 4–9–0              | 1:00PM             | 51,822   |
| 15    | 8/12/1996          | at Cincinnati Bengals   | S 21–14            | 4–10–0             | 1:00PM             | 43,022   |
| 16    | 15/12/1996         | at Carolina Panthers    | S 27–16            | 4–11–0             | 1:00PM             | 70,075   |
| 17    | 22/12/1996         | Houston Oilers          | S 24–21            | 4–12–0             | 1:00PM             | 52,704   |

## Classifiche
| AFC Central              | AFC Central | AFC Central | AFC Central | AFC Central | AFC Central | AFC Central | AFC Central |
|                          | V           | S           | P           | %           | PF          | PS          | Str.        |
| ------------------------ | ----------- | ----------- | ----------- | ----------- | ----------- | ----------- | ----------- |
| (3) Pittsburgh Steelers  | 10          | 6           | 0           | .625        | 344         | 257         | S2          |
| (5) Jacksonville Jaguars | 9           | 7           | 0           | .563        | 325         | 335         | V5          |
| Cincinnati Bengals       | 8           | 8           | 0           | .500        | 372         | 369         | V3          |
| Houston Oilers           | 8           | 8           | 0           | .500        | 345         | 319         | V1          |
| Baltimore Ravens         | 4           | 12          | 0           | .250        | 371         | 441         | S3          |